# Bluebottle
Bluebottle ist ein Betriebssystem basierend auf dem Kernel Active Object System (Aos). In Entwicklung an der ETH Zürich stellt es eine kompakte Laufzeitumgebung für die Programmiersprache Active Oberon zur Verfügung, in der aktive Objekte direkt unterstützt werden können.
Bluebottle wird momentan (2006) für IA-32-SMP- und Einprozessor-Systeme sowie StrongARM und AMD64-Prozessoren entwickelt.